# Ralston (Oklahoma)
Ralston es un pueblo ubicado en el condado de Pawnee en el estado estadounidense de Oklahoma. En el año 2010 tenía una población de 	330 habitantes y una densidad poblacional de 	275 personas por km².

## Geografía
Ralston se encuentra ubicado en las coordenadas 36°30′10″N 96°44′1″O / 36.50278, -96.73361 (36.502866, -96.733746).

## Demografía
Según la Oficina del Censo en 2000 los ingresos medios por hogar en la localidad eran de $22,614 y los ingresos medios por familia eran $23,864. Los hombres tenían unos ingresos medios de $22,500 frente a los $23,750 para las mujeres. La renta per cápita para la localidad era de $16,492. Alrededor del 14.4% de la población estaban por debajo del umbral de pobreza.